# Známenskoye (Oriol)
Známenskoye (ruso: Зна́менское) es un asentamiento rural y pueblo (seló) de Rusia, capital del raión homónimo en la óblast de Oriol.
En 2023, el territorio del asentamiento tenía una población de 2202 habitantes, de los que tres cuartas partes vivían en la capital municipal y el resto repartidos en doce pedanías: los pueblos de Zhídkoye, Loknó y Chórnoye, las aldeas (derevni) de Voroshílovo, Gorodishche, Yegóryevskoye, Ivánovskoye, Kamýnino, Koroteyevo, Kuzminka y Mijáilovka y el posiólok de Safónovski.
Se ubica unos 40 km al noroeste de la capital regional Oriol, sobre la carretera que une Bóljov con Jotynets, en las afueras orientales del parque nacional Orlovskoye Polesye.

## Historia
Se conoce la existencia del pueblo en documentos desde 1678. En 1861 pasó a ser la capital de su propia vólost, en el uyezd de Bóljov de la gobernación de Oriol. En 1928, cuando se definieron los raiones de la óblast de Chernozem Central, se decidió establecer la capital distrital de esta zona en el vecino pueblo de Úzkoye; sin embargo, la difícil gestión de la zona, por ser una zona rural poco poblada, llevó primero a trasladar la capital distrital a Známenskoye en 1929, y luego a integrar la zona en el vecino raión de Bóljov en 1930. Známenskoye recuperó el estatus de capital distrital en 1935, cuando se formaron los raiones de la óblast de Kursk. En 1937 se separó de esta última región para formar la nueva óblast de Oriol, dentro de la cual volvió a perder el estatus de capital distrital en 1963, al integrarse el área en el vecino raión de Jotynets. El pueblo recuperó el estatus de capital distrital en 1985, a fin de promocionar el vecino paraje natural de Orlovskoye Polesye, declarado parque nacional en 1994.